# 大西政寛
大西 政寛（おおにし まさひろ、1923年 - 1950年1月18日）は、日本のヤクザ。土岡組若頭。広島県呉市広小坪出身。「悪魔のキューピー」と呼ばれた。

## 来歴
1923年（大正12年）、広島県賀茂郡広村小坪（現：呉市広小坪）に出生。1925年に父母が離婚。同年に父が死亡し、以降、祖母に育てられた。
1930年に尋常小学校へ入学。1935年に祖母が死去すると、当時幼馴染と再婚していた母のもとへと引き取られた。翌1936年に尋常小学校高等科1年へ進級。同年、尋常小学校高等科の教師を文鎮で殴打し、即日退校を命じられた。退校後、義父の紹介でカシメ（鉄骨と鉄骨の接合部分を熱したボルトで締め付ける職人）の向井組の若衆となった。向井組の組長は向井信一であった。向井組は呉市東泉場の市場の裏にあった。
1939年、呉市内で、向井組の食客であった神戸のカシメ若衆たちが、呉市阿賀町のカシメ・波谷組の若衆と喧嘩となった。翌日、料亭で、向井信一ら向井組の代表数名は、波谷組・波谷乙一組長ら波谷組代表数名と和解に向けての話し合いを持った。この席に大西が乱入し、向井信一の斜め後ろに座ると、腹巻から拳銃を取り出し、自分の膝の上に置いた。向井信一が大西に和解に向けての話し合いをしていることを説明。拳銃を仕舞わせた。これを切っ掛けに大西は波谷乙一と知り合った。波谷乙一の弟は、カシメや土木工事請負業の波谷組・波谷吾一組長であった。大西は波谷乙一を通じて波谷吾一の息子・波谷守之（後の波谷組組長）と知り合った。同時期には呉市阿賀町の土岡正三、土岡博（後の土岡組組長）の土岡兄弟（土岡正三が兄）、土岡博の同級生だった折見誠三と知り合っている。大西は、土岡博、土岡正三、折見誠三の舎弟となった。
当時、呉市では、向井信一の兄弟分・博徒久保健一（後の呉市市議会議員）が中心となり、任侠道やそれに準ずる組織をまとめて、愛国組織「日本協力団」を結成しようとする計画が進められていた。土岡博は、この計画に反対していた。

1943年に徴兵され広島第五師団に入隊。1946年3月に中国から復員。同年8月14日夜、呉市における第一次広島抗争が勃発。大西はこの抗争の中心人物となっていった。
1947年　呉の親分・久保健一の花会に祝儀を持参した土岡正三と大西が、「土岡組」の書き揚げの位置が低いことに難癖をつけた。二人は言いたい放題を久保健一に投げつけ、とどめに大西は主だった面々を睨みつけながら火鉢を抱え投げつけた。灰神楽のたつ中、だれも大西に立ち向かって行くものがないのを見た久保健一は即刻引退を決意、同年4月30日に迫っていた市会議員選挙への出馬を決める。
1949年福山競馬で八百長のもつれから騎手をメッタ打ちにして指名手配。
1950年1月4日、呉市本通り5丁目を妻と歩いていて冷やかされ、大西輝吉ら3人と口論となった。一旦その場は収まったものの、野間範男ら山村組若衆が大西輝吉を探し出した。同日午後5時40分ごろ、呉市和庄通り4丁目の高日神社で、大西は大西輝吉を射殺した。呉警察署は大西を指名手配。同年1月17日夜、呉警察署に「大西政寛が、呉市東鹿田町の山村組関係者・岩城義一宅に潜んでおり、明日早朝には大学生に変装して関西方面に高飛びする手筈になっている」という密告が寄せられた。同年1月18日午前1時30分、呉警察署の警官隊40人が、雨の中岩城義一宅を包囲した。同日午前3時、数田理喜夫警部補らが岩城義一宅に入った。屋内を探したが発見出来ず、炬燵の布団をめくったところ中に潜んでいた大西は拳銃を乱射し、数田理喜夫警部補と鞆井清刑事を射殺した。自らは窓から逃れようとした大西は川相刑事に射殺された。享年27。
彼の墓は呉市広津久茂町にある。